# 빌트인 캠
빌트인 캠(Built-in Cam)이란 룸미러 뒤쪽에 있는 내장형 블랙박스로 일종의 주행영상기록장치(DVRS, Drive Video Record System)이다. 빌트인 캠은 다른 말로 '내장형 주행영상기록장치', '내장형 블랙박스'라고 불리기도 한다. 이 장치는 주행 또는 주차 중 전/후방 카메라로 촬영하여 기록하고 저장하며 공유할 수 있다. 순정 옵션이라 A/S도 용이하다는 장점이 있다. 

## 1세대
해상도는 전방 1920x1080(FHD), 후방 1280x720(HD)이고 GPS 기반 위치 정보는 없다. 저장 용량이 32Gb라 턱없이 부족하다는 평이 많았다. 주차모드 녹화, 충돌 감지 녹화가 안됐고 스마트폰 연동이 불가능했다. Wifi 모듈이 없어 따로 구매해야 하는 불편이 있었다. 가격은 690,000원

## 2세대
1세대와 달리 많이 개선 됐다. 전후방 모두 2560x1440(QHD) 카메라 화질과 차량 내 인포테인먼트 시스템에서 큰 화면으로 바로 열람이 가능하고 음성 녹음 가능, 무선 업데이트를 지원하고 스마트폰과 연결해 영상을 바로 옮길 수 있다. 차량 속도나 턴 시그널, 기어 위치, GPS 기반 위치 정보, 주차 중 충격 감지 및 알림 등의 기능이 추가돼 OTA를 통해 상시 업데이트로 관리가 가능하다. Wifi 모듈이 기본 내장되어 나왔다. 가격은 450,000원으로 성능은 업그레이드 됐는데 가격은 내려갔다. 